# Simon vs. the Homo Sapiens Agenda
Simon vs. the Homo Sapiens Agenda (em Portugal: O Coração de Simon Contra O Mundo / no Brasil: Simon vs. A Agenda do Homo Sapiens) é um livro de drama adolescente da escritora americana Becky Albertalli. A história é sobre autoconhecimento e se concentra em Simon Spier, um garoto gay do ensino médio que é forçado a sair do armário depois que um chantagista descobre os e-mails de Simon escritos para outro colega de classe por quem ele se apaixonou. 
O livro é a primeira obra escrita por Albertalli e foi publicado em 7 de abril de 2015 pela Balzer & Bray. Em Portugal, o livro foi publicado em abril de 2017 pela Porto Editora e no Brasil foi publicado em fevereiro de 2016 pela Intrínseca. Uma reedição brasileira do livro foi lançada em março de 2018 com o título Com Amor, Simon.

## Enredo
A história acompanha a vida de Simon Spier, um estudante de 16 anos que é homossexual ainda não assumido. Ele leva uma vida normal no subúrbio de Atlanta, Geórgia, acompanhado por seus melhores amigos Leah, Nick e Abby. Em sua escola, a Creekwood High School, os alunos criaram um Tumblr onde todos postam o que querem. Em anonimato, por meio do blog, Simon conhece outro garoto gay, com quem troca e-mails usando nomes fictícios; Jacques e Blue (o garoto do outro lado da tela). Blue entende Simon, eles se sentem livres e confortáveis e nutrem o mistério acerca de quem são. Inicialmente tudo é incrível, afinal, Blue é apaixonante. No entanto, por um descuido, Martin Addison, um colega da escola, consegue cópias dos e-mails e ameaça expor Simon na rede social se Simon não ajudá-lo a conquistar uma de suas amigas, Abby, na intenção de convidá-la a um encontro. O garoto, extremamente acuado, aceita a chantagem. Agora, a orientação sexual e a privacidade de Simon e de seu enigmático confidente digital poderiam estar comprometidas. Sob pressão e medo de ver seu pequeno mundo desmoronar, Simon tenta reuni-los, mas depois que Abby se recusa a sair com Martin, este último com raiva divulga os e-mails de Simon no site da escola. A partir de agora, Blue sabe quem é Jacques e, portanto, interrompe a conversa, com medo de vê-lo também indignado, enquanto Simon sofre provocações no ensino médio. No entanto, durante seu último email enviado para Blue, Simon especifica um local de encontro, onde Blue finalmente chega. Na verdade, Blue é Bram, um dos amigos tímidos de Simon. Por fim, os dois adolescentes acabam se tornando um casal.

## Personagens
- Simon Spier: O protagonista gay de 16 anos de idade que ainda não saiu do armário e está em um relacionamento online com um garoto chamado "Blue". Ele usa o pseudônimo "Jacques", que é uma referência a "Jacques a dit", personagem francês do jogo generalizado Simon Says. Ele ama Oreos e tem uma paixão pelas músicas de Elliott Smith. Ele gosta de teatro musical e participa das produções de sua escola, embora seja frequentemente relegado a interpretar pequenos papéis. Ele interpreta "o garoto de Fagin" na produção de Oliver!. O e-mail secreto de Simon que ele usa para se comunicar com Blue é "hourtohour.notetonote".

- Bram / Blue: Bluegreen118, comumente chamado de "Blue", é o garoto que Simon envia e-mails por cinco meses. Simon conheceu Blue em "creeksecrets", a página do Tumblr da escola (conhecida como "o Tumblr") depois que Blue postou um post muito intuitivo e relacionável sobre ser gay. Ele é judeu-episcopal, tem pais divorciados (um dos quais é professor de inglês e a outra epidemiologista), gosta de super-heróis e dos copos de manteiga de amendoim de Reese, possui excelente gramática e é uma pessoa muito reservada. No início, Simon acredita que Blue seja um colega de classe chamado Cal, mas depois de enviar a ele uma série de perguntas relacionadas a ele, a maioria das respostas enviadas de volta é um retumbante "não". No entanto, Blue descobre a identidade de Simon e, assim, a troca de e-mails entre os dois começam a ficar tenso. No final do livro, Blue é revelado a Simon como Bram Greenfield, um garoto quieto que se senta à mesa de almoço de Simon. Ele joga futebol e é muito inteligente. Simon pensava anteriormente que ele era "realmente adorável", com "expressivos olhos castanhos, pele morena clara, cachos escuros e macios e mãos fofas", e é "realmente muito engraçado dentro de sua cabeça", apesar de sua timidez. Simon acreditava que Bram gostava de Leah romanticamente.

- Nick Eisner: O melhor amigo de Simon. Simon conhece Nick desde os quatro anos. Nick gosta de Abby e é um talentoso cantor e guitarrista, é judeu e joga futebol. Muitas vezes, ele se vê impressionado com repentinos humores filosóficos, transformando-se em tangentes existenciais a respeito de assuntos bastante obscuros, como as interpretações de seus próprios sonhos. Simon acha isso irresistível. A paixão de Nick por Abby é bastante óbvia, com ele trocando de assento para se sentar ao lado dela no almoço e seus "olhos persistentes e apaixonados" que olham em sua direção. Ele se torna o namorado de Abby no final do livro.

- Leah Burke: A melhor amiga de Simon. Ela é descrita como muito "impassível" e sarcástica e mostra suas emoções. Ela é muito boa em desenhar e adora mangá e anime. Simon acredita que Leah está apaixonada por Nick e acredita que ela não gosta de Abby devido à sua crença de que ela "invadiu" seu grupo de amigos. No final do romance, é revelado que Leah aprendeu a tocar bateria nos últimos dois anos e faz parte de uma banda chamada "Emoji", na qual a irmã de Simon é a guitarrista, Taylor, a vocalista, Anna, a baixista, e Morgan, o tecladista.

- Abby Suso: A outra melhor amiga de Simon, que se mudou de Washington, DC para Atlanta, Geórgia, no início do primeiro ano. Eles se tornaram amigos depois de serem obrigados, devido às atribuições dos parceiros ditados pela alfabetização dos alunos, para trabalharem juntos na sala de aula. Abby mostra-se muito convencionalmente atraente, alegre e popular. Ela está envolvida em muitos clubes recreativos hospedados na escola, como os que envolvem conselho estudantil, líderes de torcida e o grupo de produção de teatro que auxilia no musical da escola, no qual ela interpreta o Artful Dodger. Simon aparece primeiro, aumentando as tensões entre ela e Leah. Ela é o motivo das afeições (não correspondidas) de Martin. Ela e Nick se envolvem romanticamente no final do livro. Ela é prima das irmãs gêmeas Molly e Cassie Peskin-Suso, protagonistas do romance de Albertalli, The Upside of Unrequited.

- Martin Addison: O palhaço da turma. Ele tem cabelos castanhos escuros, um irmão gay que estuda em DC e interpreta Fagin na produção escolar de Oliver!. Ele é retratado como um cara nerd, divertido e popular, com Simon se referindo a ele como uma espécie de "mascote" para os jovens populares. No entanto, seus aspectos mais sombrios são revelados quando ele chantageia Simon para ajudá-lo a tentar estabelecer um relacionamento romântico com Abby depois que ele descobre que Simon é gay. Martin acredita que Abby está interessada em Simon romanticamente quando testemunha seu abraço platônico e impulsivamente revela a sexualidade de Simon em "creeksecrets", uma página da escola no Tumblr. Depois que Simon está sujeito a vários atos de assédio causados pela homofobia, Martin mostra remorso por suas ações, confrontando Simon em um estacionamento e enviando a ele um e-mail de desculpas e sincero. É revelado em Leah on the Offbeat que Simon e Martin se reconciliam.

- Cal Price: O gerente de palco da produção da escola. Simon já esteve interessado nele romanticamente. Ele é descrito como muito fofo, com "franja incrível", olhos verde-azulados e um sotaque do sul. Simon inicialmente acredita que Cal seja Blue até que Simon envie a Blue uma série de perguntas relativas a Cal, das quais a maioria de suas respostas são "não". Cal é revelado ser bissexual e romanticamente interessado em Simon.

- Nora Spier: Irmã mais nova de Simon. Ela é uma caloura. Ela tem cachos loiros e é descrita como "sob o radar legal". Ela não é muito assertiva e parece estar sujeita à pressão dos colegas. Ela aprendeu a tocar violão e faz parte de uma banda chamada "Emoji" com Leah, Taylor e Anna.

- Alice Spier: Irmã mais velha de Simon. Ela é caloura na Universidade Wesleyan e tem cabelo loiro também. Alice tem um namorado chamado Theo, que, durante a primeira metade do romance, permanece em segredo. Ela revela o relacionamento deles com sua família somente depois que Simon a encoraja depois que ele mesmo sai com eles.

- Jack Spier: O pai de Simon. Ele tenta ser um "pai moderno e descolado", mas costuma contar piadas homofóbicas, para grande desconforto de Simon. Ele também é "obcecado" com a vida de Simon, concentrando sua atenção nela com frequência, o que apenas aumenta a dificuldade de Simon em se aproximar dele e de sua esposa, a mãe de Simon. Ele e a mãe de Simon gostam de assistir The Bachelorette, e eles (junto com Simon) assistem Love Actually todo Natal.

- Emily Spier: Mãe de Simon. Ela é psicóloga infantil e parece estar incrivelmente envolvida na vida de Simon, para seu aborrecimento.

- Taylor Metternich: Ator companheiro de Simon em Oliver! Ela interpreta a líder, Oliver. Ela é magra e tem "cabelo loiro super escovado". Simon a descreve como um "lado sombrio da perfeição". Taylor é bastante obcecada, muitas vezes se vangloriando de seus talentos e aparência. Isso irrita e diverte Simon e seus amigos. Taylor tem uma intensa reação emocional ao assédio que Simon sofre após se assumir, batendo quase fisicamente em um dos autores envolvidos em sua zombaria. Taylor é a vocalista principal da banda "Emoji".

- Albright: Professora de teatro "moderadamente durona" de Simon. Ela tem cabelos ruivos elétricos e fica furiosa com o assédio que Simon sofre depois que ele se assumi, determinada a levá-lo a uma cessação permanente.

- Garrett: Um jogador de futebol que se senta à mesa do almoço de Simon. Simon o descreve como um "semi-ducha". Ele é o melhor amigo de Bram e está romanticamente interessado em Leah.

- Anna: Ex-namorada de Simon. Ela se senta à mesa do almoço, usa delineador preto e lê mangá. Ela é a baixista do Emoji.

- Morgan: A melhor amiga de Anna. Simon acredita que ela e Anna são praticamente intercambiáveis. Ela é tecladista do Emoji.

- Peter: Um homem em idade universitária, Simon atende em um bar. Ele tem dentes muito brancos.

- Maddie: Uma garota que é membro do conselho estudantil.

- Sr. Wise: Professor de inglês de Simon.

- Theo: Namorado de Alice.

- Carter Addison: O irmão gay de Martin Addison, que está cursando a faculdade.

## Título
O nome do romance é uma paródia do termo "agenda homossexual", uma frase pejorativa que era comumente usada por opositores dos direitos dos gays nos Estados Unidos, até que o crescente apoio popular aos direitos dos gays entre o público americano tornou o uso do termo não mais socialmente aceitável. Isso também é uma referência a uma conversa entre Simon e seu colega de correspondência por e-mail, na qual eles discutem que todos deveriam sair do armário, e não apenas os gays, fazendo piadas sobre a frase mencionada acima e como seria a versão "Agenda do Homo Sapiens", uma que poderia ser aplicada a todos, independentemente da sexualidade.

## Recepção
O romance também foi apresentado no National Book Award Longlist e listado pelo Wall Street Journal como um dos melhores romances para jovens adultos em 2015. Albertalli recebeu o William C. Morris Award da American Library Association, uma homenagem anual à literatura de jovens adultos , bem como internacionalmente o Prêmio Alemão da Literatura Juvenil.

## Sequências
Uma sequência focada no personagem Leah (ambientado em seu último ano), intitulada Leah on the Offbeat, foi lançada em 24 de abril de 2018.  Em 2020, Albertalli anunciou o lançamento de Love, Creekwood, o epílogo de ambos os romances lançados anteriormente.

## Adaptação para o cinema
Love, Simon é o título da adaptação cinematográfica do livro. É estrelado por Nick Robinson no papel principal, junto com Katherine Langford como Leah, Alexandra Shipp como Abby, Jorge Lendeborg Jr como Nick, Keiynan Lonsdale como Bram e Jennifer Garner e Josh Duhamel como pais de Simon. Jack Antonoff produziu a trilha sonora. O filme foi lançado nos Estados Unidos em 16 de março de 2018. 
O desenvolvimento do filme pelo estúdio de produção Fox 2000 foi relatado pela primeira vez em outubro de 2015, com Elizabeth Berger e Isaac Aptaker para adaptar o roteiro.  O escritor, diretor e apresentador de televisão abertamente gay Greg Berlanti dirigiu o filme.  O filme faturou US$ 66,3 milhões nas bilheterias do mundo todo, contra um orçamento de produção de US$ 10 a 17 milhões. 